# Adolfo Morrió
Adolfo Morrió Jordá (Alcoy, 1872- Alcoy, 1928) fue un pintor, dibujante e ilustrador valenciano.

## Biografía
Era hijo del pintor alcoyano Joaquín Morrió. Cultivó los temas ingenuos, evolucionando más tarde hacia lo decorativo y ornamental. Estaba especializado en dibujar viñetas para publicaciones y revistas y en la realización de ilustraciones de estilo modernista. 
Fue pupilo de los pintores alcoyanos Francisco Laporta Valor y Fernando Cabrera Cantó.
Es el autor de las pinturas de estilo oriental del salón rotonda del Círculo Industrial de Alcoy junto con su padre, el también pintor, Joaquín Morrió.
Su hermano, Joaquín Morrió Jordá, ejerció de médico durante la guerra civil española en el Hospital civil de Oliver, en Alcoy.